# Bundesstraße 482
Pour les articles homonymes, voir Route 482.
La Bundesstraße 482 est une Bundesstraße des Länder de Basse-Saxe et de Rhénanie-du-Nord-Westphalie.

## Géographie
En parallèle de la Bundesstraße 61, elle représente une connexion de l'A 2 à Porta Westfalica en direction de Nienburg/Weser. Les poids lourds en particulier empruntent donc cet itinéraire en venant de l'A 2 jusqu'au pont de la Weser et la Landesstraße 770 près de Petershagen, où ils changent généralement pour la B 61. À environ cinq kilomètres au nord de Porta Westfalica, la route croise la Bundesstraße 65 près de Meissen.
Après un nombre élevé d'accidents de la circulation graves sur la B 482 dans le passé, de nombreuses zones furent conçues avec deux voies dans une direction au détriment de l'accotement dur autrefois large. Des contrôles radar, des interdictions de dépassement et des limites de vitesse, ainsi que des informations sur l'utilisation des feux de jour/feux de croisement complètent le dispositif de sécurité routière accrue. Les passages à niveau furent largement évités ou convertis en systèmes d'accès et de sortie.
Au nord de la Landesstraße 770, le vieil aspect de la B 482 est toujours conservée, avec de larges accotements durs, des possibilités de dépassement dangereux dans les virages légers et des passages aux feux.
À l'intersection de la Landesstraße 770 et de la B 482 près de Petershagen-Lahde se trouve la centrale thermique de Heyden.

## Source
- (de) Cet article est partiellement ou en totalité issu de l’article de Wikipédia en allemand intitulé « Bundesstraße 482 » (voir la liste des auteurs).

1. ↑  (de) « Nach schwerem Unfall auf B 482: Autofahrer stirbt im Klinikum », sur Mindener Tageblatt, 2018 (consulté le 26 avril 2022)